# Temporada 2008 de la Red Bull MotoGP Rookies Cup
Comenzando su segunda temporada, la temporada 2008 de la Red Bull MotoGP Rookies Cup continuó con la búsqueda de futuros campeones del mundo. La temporada 2008 comenzó con dos carreras derante el Gran Premio de España en Jerez el 29 y 30 de marzo y terminó con otras dos carreras durante el Gran Premio de la República Checa en Brno el 16 y 17 de agosto. Otros seis Grandes Premios Europeos formaron parte del campeonato haciendo un total de diez fechas.

## Calendario
| Ronda | Fecha        | Gran Premio                                     | Circuito                | Pole Position    | Vuelta Rápida        | Piloto Ganador   |
| ----- | ------------ | ----------------------------------------------- | ----------------------- | ---------------- | -------------------- | ---------------- |
| 1     | 29 de marzo  | Spanish Grand Prix                              | Jerez                   | Luis Salom       | Daijiro Hiura        | Luis Salom       |
| 1     | 30 de marzo  | Spanish Grand Prix                              | Jerez                   | Luis Salom       | Nelson Major         | Luis Salom       |
| 2     | 12 de abril  | Portuguese Grand Prix                           | Estoril                 | Daijiro Hiura    | Daijiro Hiura        | Daijiro Hiura    |
| 3     | 17 de mayo   | French Grand Prix                               | Le Mans Bugatti Circuit | Luis Salom       | J. D. Beach          | Luis Salom       |
| 4     | 31 de mayo   | Italian Grand Prix                              | Mugello Circuit         | Péter Sebestyén  | Luis Salom           | Luis Salom       |
| 5     | 21 de junio  | British Grand Prix                              | Donington Park          | Daijiro Hiura    | Sturla Fagerhaug     | Miguel Oliveira  |
| 6     | 28 de junio  | Gran Premio de los Países Bajos de Motociclismo | TT Circuit Assen        | Sturla Fagerhaug | Miguel Oliveira      | Miguel Oliveira  |
| 7     | 12 de julio  | German Grand Prix                               | Sachsenring             | Luis Salom       | Daniel Kartheininger | J. D. Beach      |
| 8     | 16 de agosto | Czech Republic Grand Prix                       | Brno                    | Mathew Scholtz   | Nico Thöni           | Mathew Scholtz   |
| 8     | 17 de agosto | Czech Republic Grand Prix                       | Brno                    | Mathew Scholtz   | Matthew Hoyle        | Sturla Fagerhaug |

## Estadísticas
| Pos | Piloto               | ESP | ESP | POR | FRA | ITA | GBR | NED | GER | CZE | CZE | Pts |
| --- | -------------------- | --- | --- | --- | --- | --- | --- | --- | --- | --- | --- | --- |
| 1   | J. D. Beach          | 2   | 2   | 2   | 2   | 2   | 5   | 8   | 1   | 11  | Ret | 149 |
| 2   | Luis Salom           | 1   | 1   | 4   | 1   | 1   | 9   | 7   | Ret | Ret | 3   | 145 |
| 3   | Sturla Fagerhaug     | 7   | 4   | 3   | 6   | 7   | 2   | 2   | Ret | 2   | 1   | 142 |
| 4   | Daijiro Hiura        | 5   | 5   | 1   |     | 3   | Ret | 4   | 2   | 12  | 8   | 108 |
| 5   | Nelson Major         | 4   | 6   | 5   | 3   | 11  | 4   | Ret | 5   | 18  | 4   | 92  |
| 6   | Mathew Scholtz       | Ret | 10  | 11  | 8   | 9   | 3   | Ret | 6   | 1   | 7   | 86  |
| 7   | Matthew Hoyle        | Ret | 14  | DNS | 15  | 10  |     | 3   | 3   | 3   | 2   | 77  |
| 8   | Daniel Ruiz          | 6   | 7   | 10  | 7   | 4   | 13  | 6   | Ret | 21  | 13  | 63  |
| 9   | Jakub Kornfeil       | 8   | 9   | 19  | 9   | 6   | 7   | 10  | Ret | 10  | 6   | 63  |
| 10  | Florian Marino       | 11  | 11  | 13  | 5   | 19  | Ret | 5   | 7   | 7   | 5   | 62  |
| 11  | Markus Reiterberger  | 9   | 8   | 9   | Ret | 8   | 12  | 12  | 10  | 6   | 9   | 61  |
| 12  | Miguel Oliveira      |     |     | 8   |     |     | 1   | 1   |     |     |     | 58  |
| 13  | Daniel Kartheininger | 14  | 17  | 7   | 4   | 5   | Ret | Ret | 4   | 8   | Ret | 56  |
| 14  | Deane Brown          | 3   | 3   | 6   |     |     |     |     |     | 4   | Ret | 55  |
| 15  | Péter Sebestyén      | 15  | 15  | 17  | 11  | Ret | 6   | 16  | 8   | 13  | NC  | 28  |
| 16  | Cristian Trabalón    | Ret | 11  | 15  | 10  | 16  |     | 9   | 9   |     |     | 26  |
| 17  | Sasuke Shinozaki     | Ret | 18  | 14  | 14  | 13  | 8   | 14  | Ret | 9   | 19  | 24  |
| 18  | Kevin Calia          | 13  | 19  | 12  |     | Ret | 10  | 17  | 11  | Ret | 10  | 24  |
| 19  | Adam Blacklock       | 12  | 12  | 16  | 12  | 15  | Ret | 19  | 14  | 14  | 12  | 21  |
| 20  | Nico Thöni           |     |     |     |     |     |     | 15  | 12  | 5   | 14  | 17  |
| 21  | Alessio Cappella     |     |     |     |     | 18  | 11  | 13  | Ret | 19  | 11  | 13  |
| 22  | Joshua Elliott       | 10  | 16  | Ret | Ret | 12  | Ret | 18  | Ret | 17  | 15  | 11  |
| 23  | Dylan Mavin          | Ret | DNS |     | Ret | 14  | Ret | 11  | 16  | 20  | 16  | 7   |
| 24  | Harry Stafford       | 16  | 20  | 18  | 16  | 17  | Ret | 20  | 13  | 15  | 17  | 4   |
| 25  | Quentin Jacquet      |     |     |     | 13  |     |     |     |     |     |     | 3   |
| 26  | Niklas Ajo           | DNS | DNS |     |     | 20  | Ret | DNS | 15  | 16  | 18  | 1   |
|     | Ben McConnachie      |     |     |     | 17  | 21  | Ret |     |     |     |     | 0   |
| Pos | Piloto               | ESP | ESP | POR | FRA | ITA | GBR | NED | GER | CZE | CZE | Pts |

| Color     | Resultado                                                               |
| --------- | ----------------------------------------------------------------------- |
| Oro       | Ganador                                                                 |
| Plata     | 2.ª plaza                                                               |
| Bronce    | 3.ª plaza                                                               |
| Verde     | Finalizó en los puntos                                                  |
| Azul      | Finalizó sin puntos                                                     |
| Azul      | NC - No clasificado                                                     |
| Violeta   | Ret - No terminó (Carrera)                                              |
| Rojo      | DNQ - No se clasificó                                                   |
| Negro     | DSQ - Descalificado                                                     |
| Blanco    | DNS - No empezó (carrera)                                               |
| Blanco    | WD - Retirado (fin de semana)                                           |
| Blanco    | C - Carrera cancelada                                                   |
| Sin color | DNP - Inscrito pero no participó                                        |
| Sin color | INJ - Lesionado                                                         |
| Sin color | EX - Excluido                                                           |
| Estado    | Resultado                                                               |
| Negrita   | Pole position                                                           |
| Cursiva   | Vuelta rápida                                                           |
| †         | Abandona, pero clasifica al completar el porcentaje requerido para ello |

## Pilotos
Notas
- Todos los pilotos usan KTM
- Los neumáticos son suministrados por Dunlop

| No | Rider                |
| -- | -------------------- |
| 3  | Daniel Kartheininger |
| 6  | Péter Sebestyén      |
| 7  | Deane Brown          |
| 11 | Nikas Ajo            |
| 20 | Mathew Scholtz       |
| 21 | Florian Marino       |
| 22 | Daniel Ruiz          |
| 24 | Harry Stafford       |
| 27 | Alessio Cappella     |
| 28 | Markus Reiterberger  |
| 30 | Dylan Mavin          |
| 32 | Matthew Hoyle        |
| 33 | Sturla Fagerhaug     |
| 36 | Nico Thöni           |
| 39 | Luis Salom           |
| 44 | Miguel Oliveira†     |
| 46 | Daijiro Hiura        |
| 49 | Ben McConnachie      |
| 52 | Adam Blacklock       |
| 59 | J. D. Beach          |
| 68 | Sasuke Shinozaki     |
| 69 | Nelson Major         |
| 74 | Kevin Calia          |
| 77 | Quentin Jacquet†     |
| 84 | Jakub Kornfeil       |
| 92 | Cristian Trabalón    |
| 99 | Joshua Elliott       |

† Piloto invitado.